# Schneitelsdorf
Schneitelsdorf ist eine Wüstung zwischen Greifenhagen und Biesenrode im Landkreis Mansfeld-Südharz in Sachsen-Anhalt, Deutschland. Die zum Amt Arnstein gehörende Dorfstätte lag vermutlich in der Flur des heutigen Dorfes Gräfenstuhl an der Quelle des in Richtung Greifenhagen fließenden Baches Holenbeek.

## Geschichte
Schneitelsdorf war vermutlich eine spätfränkische Dorfgründung. Es wurde am 13. Juli 1387 in einer Urkunde der Grafen von Regenstein erwähnt. Damals wurde die zur Herrschaft Arnstein gehörende Gerechtigkeit zu Sneghelstorp mitsamt derselbigen Herrschaft an die Grafen von Mansfeld verkauft. Ungefähr zweihundert Jahre später, am 23. Mai 1557, wird die bereits wüste, Sniedelsdorf genannte Dorfstätte von den Grafen Hans Georg und Peter Ernst von Mansfeld dem Spital zu Mansfeld vermacht. Im Jahre 1609 wurde dann ein Nickel von Zeutsch von Graf Wilhelm von Mansfeld mit 27 Morgen arthaften Landes zu Schneitelsdorf belehnt, das jährlich vier Groschen zinste.